# Schijndel
Schijndel (phát âmⓘ) là một đô thị và thị xã ở phía nam Hà Lan.

## Các trung tâm dân cư
- Schijndel
- Wijbosch